# Джезказганський ВТТ
Джезказганський ВТТ (рос. ДЖЕЗКАЗГАНСКИЙ ИТЛ, Джезказганлаг) — підрозділ, що діяв в структурі Головного управління виправно-трудових таборів Народного комісаріату внутрішніх справ СРСР (ГУЛАГ НКВД).
Організований 16.04.40;

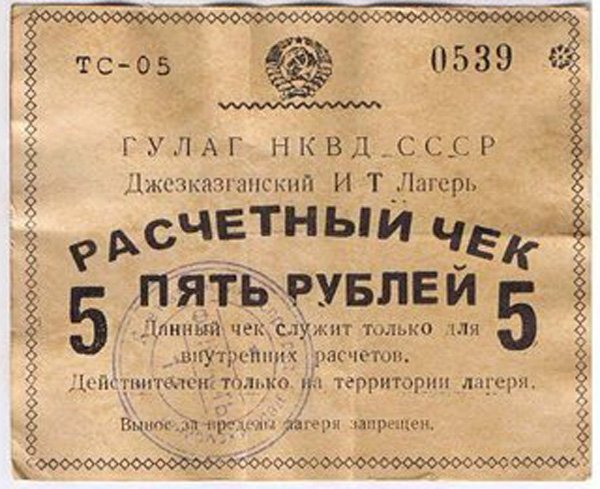

закритий 07.04.43 (реорганізований в відділення Карагандинського ВТТ)
Дислокація: сел. Новий Джезказган (нині — місто Жезказган) Карагандинської області Казахської РСР.

## Виконувані роботи
- Будівництво Джезказганського комбінату
- Будівництво Карсакпайського мідьзавода
- Будівництво Карсакпайської Центральної електростанції (ЦЕС)
- Будівництво лінії електропередач Карсакпай-Джезказган.
- Будівництво греблі на р. Кумола
- Будівництво шахти № 31
- Виробництво боєприпасів («виріб М-82»)
- Обслуговування Джездинського марганцевого родовища (сел. Джезди).
- Сільськогосподарські роботи (в 1942 г.)